# Llano del Moro (El Rosario)
Llano del Moro es una entidad de población del municipio de El Rosario, en la isla de Tenerife —Canarias, España—.
Originalmente pertenecía íntegramente a este municipio, estando desde 1972 dividido en dos barrios homónimos —uno de El Rosario y otro de Santa Cruz de Tenerife—.

## Toponimia
El nombre se debe a la presencia de un africano que habitó el margen derecho del barranco de Talavera.

## Características
Se encuentra situado a unos tres kilómetros al este del centro municipal, a una altitud media de 640 m s. n. m. Ocupa una superficie de 5,02 km².
Cuenta con una plaza pública, una iglesia dedicada a la Exaltación de la Cruz, un tanatorio, la Ludoteca El Islote Perdido, el Terrero Municipal de Lucha Emeterio Gil Cruz, así como algunos bares y restaurantes. Aquí se encuentra también el centro penitenciario Tenerife II.

## Historia
Llano del Moro pertenecía íntegramente al municipio de El Rosario hasta que en 1972 quedó dividido al ceder El Rosario parte de su territorio al municipio de Santa Cruz de Tenerife para su expansión.

## Demografía
| Año        | 2000 | 2001 | 2002 | 2003 | 2004 | 2005 | 2006 | 2007 | 2008 | 2009 | 2010 | 2011 | 2012 | 2013 | 2024 |
| ---------- | ---- | ---- | ---- | ---- | ---- | ---- | ---- | ---- | ---- | ---- | ---- | ---- | ---- | ---- | ---- |
| Habitantes | 823  | 843  | 906  | 955  | 1008 | 1042 | 1050 | 1630 | 1587 | 1528 | 1514 | 1445 | 1425 | 1407 | 1443 |

## Fiestas
Llano del Moro celebra sus fiestas populares en honor a la Exaltación de la Santa Cruz y al Santo Hermano Pedro entre los meses de junio y julio.

## Comunicaciones
Se accede a Llano del Moro principalmente por la Carretera de La Esperanza-Llano del Moro TF-272 y por el Camino del Medio.

### Transporte público
Cuenta con una parada de taxi junto a la plaza de Gabriel Cruz.
En autobús —guagua— queda conectado mediante las siguientes líneas de TITSA: 
| Línea | Trayecto                                         | Recorrido     |
| ----- | ------------------------------------------------ | ------------- |
| 056   | La Laguna - Barranco Grande (por LLano del Moro) | Horario/Línea |
| 939   | Taco - El Sobradillo - Llano del Moro            | Horario/Línea |